# 黄次胜
黄次胜（1938年4月—2020年7月15日），浙江宁波人，中国人民解放军将领、中国人民解放军中将。 

## 生平
1938年4月，黄次胜出生在浙江省宁波县。1960年8月，黄次胜加入中国人民解放军，1961年5月加入中国共产党。1960年，黄次胜从西安炮兵技术学院（今中国人民解放军火箭军工程大学）导弹专业毕业。
1997年，授予中国人民解放军中将，曾任第二炮兵副司令员。 2020年7月25日，黄次胜在北京市因病逝世。

## 军衔
- 1988年，少将军衔。
- 1998年，中将军衔。